# Клава Кока
Кла́ва Ко́ка (настоящее имя — Кла́вдия Вади́мовна Высо́кова; род. 23 июля 1995, Екатеринбург) — российская певица, автор песен, видеоблогер, телеведущая, продюсер, актриса кино и дубляжа. После победы в 2015 году в кастинге-шоу «Молодая кровь» с ней подписал контракт лейбл Black Star.
В 2019 году была номинирована на премию Kids’ Choice Awards в номинации «Любимый российский музыкальный блогер». В 2021 году получила премию Муз-ТВ за песню «Краш», премию «Песня года», в премии «Top Hit Music Awards» победила в трёх номинациях, получила награду «Topical style awards» как «Самая стильная певица года», стала «Лучшей исполнительницей» по версии премии RU.TV. Изображение Клавы Коки висело на главном небоскрёбе Times Square в Нью-Йорке в рамках компании «Equal» от Spotify в поддержку женщин-артисток по всему миру.

## Биография
Родилась 23 июля 1995 года в Екатеринбурге в многодетной семье — у неё есть старший брат Лев и младшая сестра Лада (стилист певицы). Свою маму певица называет героиней, по мнению Клавы, воспитать трёх погодок крайне сложно, однако, матери удалось уделить всем должное внимание. Когда Клаве было 13 лет, её семья переехала в Москву.
После окончания школы певица собиралась поступать на продюсерский факультет ВГИКа, однако, по воспоминаниям, ей не хватило одного балла по ЕГЭ для поступления на бюджет, артистке было крайне важно поступить на бюджетную основу, поэтому она поступила в Президентскую Академию на факультет государственной службы и управления. Она совмещала учёбу с подработкой продавцом, сочиняла музыку, писала тексты своих песен и развивала свой YouTube-канал. В 2017 году получила диплом бакалавра по специальности «Управление персоналом».

### Хобби и увлечения
Является болельщицей московского футбольного клуба «Динамо». Предпочитает путешествия с семьёй и экстремальный отдых. Также занимается танцами, достаточно много времени уделяет хореографическим постановкам, чтобы демонстрировать их на своих концертах.

## Карьера
По словам Высоковой, понимание того, что она хочет быть певицей, пришло к ней в три года, тогда она попросила маму отвести её на пение. С самого детства отец прививал ей любовь к качественной зарубежной музыке — The Beatles, Фрэнк Синатра, Питер Гэбриел, Элтон Джон, Queen, The Black Eyed Peace, Уитни Хьюстон, Робби Уильямс, Майкл Джексон. Пластинки мировых звёзд скупались за бешеные деньги её отцом и каждый день звучали в стенах родного дома, развивая вкус юной Клавы. В 5 лет Клава поступила в джаз-хор в Свердловскую детскую филармонию и параллельно училась в музыкальной школе по классу фортепиано. В раннем детстве начала выступать с хором по России и Европе, в составе хора ей удалось покорить Францию, Польшу, Чехию и Германию. В 8 лет поняла, что хочет развиваться в сфере музыки и написала песню, посвящённую бабушке, но в свет она так и не вышла. В 2010 году Высокова написала свою вторую песню «Cuz I See», которую выложила в сеть под псевдонимом Клава Кока. Именно тогда она решила стать серьёзным музыкантом.
В подростковом возрасте самыми любимыми исполнителями Клавы были Джастин Бибер, Tokio Hotel, Green Day, Linkin Park и группа «Ранетки». Последняя отчасти повлияла на музыкальное становление Клавы Коки, ведь благодаря ранеткам, Клава освоила игру на музыкальных инструментах и стала мульти-инструменталисткой.
С 2009 года Клава играла в разных музыкальных коллективах, в том числе была барабанщицей в треш-метал группе и бас-гитаристкой в панк-рок группе, в это же время стала выступать в качестве вокалистки. Также была барабанщицей в музыкальной группе «Школа» под руководством Виктора Дробыша.
По словам Клавы, ей приходилось играть в переходах, петь в ресторанах, работать в караоке. И всё это — не ради денег: Клава мечтала быть услышанной.
В 2012 году приняла участие в международном фестивале-конкурсе «Я-артист» и вышла в финал.
В 2014 году участвовала в конкурсе «Лидер смена».
В 2015 году приняла участие в шоу «Главная сцена», где Диана Арбенина, Ирина Аллегрова, Валерий Леонтьев и Николай Носков подвергли жёсткой критике её стиль исполнения.
В том же году выпустила дебютный альбом «Кусто», куда вошло 6 композиций в стиле кантри-поп. Прошла кастинг на телешоу «Молодая кровь», выиграла и заключила контракт с лейблом Black Star Inc..
В 2016 году записала совместную песню «Если…» с Ольгой Бузовой.
В 2017 году Клава Кока начала активно развивать видеоблог на ютубе. Большую популярность получила рубрика «Клава Транслейт», где Клава Кока на русском языке стала перепевать иностранные хиты, а также рубрика «КокаПелла», где она а капелла перепевает русскоязычные треки.
В 2018 году стала ведущей телепередачи «Орёл и решка» на телеканале «Пятница!». В этом же году Клава Кока записала саундтрек «Стала сильнее» к третьему сезону шоу «Пацанки» на «Пятнице!».
Прорыв певицы в музыкальной карьере случился в конце июня 2019-го, когда Клава выпустила песню с, как она сама говорит, автобиографическим подтекстом «Влюблена в МДК». За ним был выпущен ещё один хит «Зая». Треки стали заметно отличаться от того, что Кока делала раньше: на смену «девочке-ангелочку» со спокойными гитарными мелодиями и длинными русыми волосами пришла дерзкая блондинка, «называющая вещи своими именами». Кантри-поп сменился на смесь R’n’B, хип-хопа и поп-хитов в стиле 1990-х. «Я понимала, что это на 100 % я. Это был крик души», — говорит Клава.
С февраля 2020 года Кока начала развивать свой канал в TikTok.
В 2020 году собрала стадион «ВТБ Арена» на своём сольном шоу «Покинула чат» и в этом же году была номинирована на премию «MTV Europe Music Awards» в категории «Лучший артист по версии MTV Россия».
В 2021 году попала в список Forbes в рейтинге «30 самых перспективных россиян до 30 лет».
В июле 2021 года певица приняла участие в откровенной фотосессии для журнала «Playboy» и попала на его обложку.
В апреле 2022 года записала песню под названием «Мама», которая стала саундтреком к мультфильму «Мальчик-дельфин».
С октября по декабрь 2022 года стала членом жюри в шоу «Маска. Танцы» на телеканале СТС. 
4 декабря 2022 года собрала стадион «ЦСКА Арена» на своём сольном шоу «Magic Show Бал Клавы Коки». Вместе с артисткой на сцене выступили Сергей Жуков, Егор Крид, Мари Краймбрери, Niletto, Артур Пирожков, Soda Luv и Ваня Дмитриенко.
В 2023 году стала членом жюри шоу «Конфетка» на телеканале ТНТ.
С 18 февраля 2023 года является одной из ведущих кондитерского шоу «Здравствуй, сладкий!» на телеканале «Суббота!».
В марте 2023 стала членом жюри в шоу «Битва каверов» вместе с Сергеем Жуковым на телеканале СТС
В августе 2023 года состоялась премьера шоу «Сердце Клавы», в котором певица искала свою любовь. Этот проект как романтический эксперимент, в котором ей предстояло из нескольких участников выбрать того, с кем она смогла бы построить отношения.
В феврале 2024 года состоялась премьера шоу «Прятки» на СТС, в котором певица принимала участие наряду с такими звёздами, как Артём Дзюба, Эльдар Джарахов и Дилара Зинатуллина.
Летом 2024 года Клава Кока стала ведущей Премии «Муз-ТВ», которая состоялась на московской «ЦСКА Арене».
В июне 2024 года певица сообщила в соцсетях о своём первом продюсерском проекте, её подопечным стал Кирилл Скрипник — молодой артист, полуфиналист шоу «Голос Дети»
В сентябре 2024 года певица приняла участие в качестве наставника в музыкальном шоу «Залетай в тренды», а также в проекте на ТНТ «Звезды в джунглях».
22 ноября 2024 года Клава выпустила свой третий сольный альбом под названием «Депрессаунд».
В январе 2025 года стала ведущей шоу «Один в один!» вместе с Николаем Басковым.
В мае 2025 года Клава стала ведущей проекта «Школа» на телеканале «Пятница!».
19 июля 2025 года Клава Кока стала официальным послом международного музыкального конкурса «Интервидение-2025».

### Общественная позиция
В 2021 году выступила на посвящённом годовщине аннексии Крыма концерте-митинге, на котором также выступил президент РФ Владимир Путин. 22 февраля 2023 года, на фоне российского нападения на Украину, выступила на провоенном концерте в Лужниках.

## Рекламная деятельность
Среди брендов, с которыми Клава Кока сотрудничала или сотрудничает в качестве амбассадора и рекламного лица, — PepsiCo, Garnier, Omoda, «Абрау Дюрсо», Maybelline, «Лэтуаль», Swatch, «ВТБ», Milkis.
В 2019 году Клава Кока выпустила собственную линейку попкорна совместно с брендом Holy Corn.
В 2021 году певица представила коллекцию ювелирных украшений в коллаборации с SOKOLOV и выпустила собственный парфюм совместно с брендом Montale.
В 2022 году Клава Кока запустила линейку косметики с брендом Organic Kitchen.
В 2025 году в рамках совместного проекта «Эрмитажа» и VK провела цифровую экскурсию по музею, чтобы привлечь внимание аудитории к редким экспонатам и малоизвестным фактам.

## Санкции
7 января 2023 года, на фоне вторжения России на Украину, внесена в санкционный список Украины лиц, «которые публично призывают к агрессивной войне, оправдывают и признают законной вооружённую агрессию РФ против Украины, временную оккупацию территории Украины». Санкции предполагают блокировку активов, полное прекращение коммерческих операций, остановку выполнения экономических и финансовых обязательств.
В феврале 2024 года был отменён концерт в Таллине потому, что артистка поддерживает нападение России на Украину и «находится на службе у российской пропаганды». Артистка не будет допущена на территорию Эстонии до 2027 года.

## Дискография

### Студийные альбомы
| №                   | Название            | Длительность |
| ------------------- | ------------------- | ------------ |
| 1.                  | «Мой герой»         | 3:14         |
| 2.                  | «Ты мой кислород»   | 3:54         |
| 3.                  | «Фотоальбомы»       | 3:44         |
| 4.                  | «Свитер с оленями»  | 3:09         |
| 5.                  | «Просто танцуй»     | 3:04         |
| 6.                  | «Быть собой»        | 3:38         |
| 7.                  | «Пятый Битл»        | 3:39         |
| 8.                  | «Кусто»             | 3:26         |
| Общая длительность: | Общая длительность: | 26:28        |

| №                   | Название                         | Длительность |
| ------------------- | -------------------------------- | ------------ |
| 1.                  | «Море волнуется»                 | 2:25         |
| 2.                  | «Суженая»                        | 2:40         |
| 3.                  | «Ноги делают ноги»               | 2:59         |
| 4.                  | «Влюблена в МДК»                 | 3:07         |
| 5.                  | «Мне пох» (совм. с MORGENSHTERN) | 2:38         |
| 6.                  | «Половина»                       | 3:02         |
| 7.                  | «Трать на меня»                  | 2:51         |
| 8.                  | «Алло»                           | 3:02         |
| 9.                  | «Ближний-дальний»                | 3:16         |
| 10.                 | «Зая»                            | 2:41         |
| 11.                 | «Последний процент»              | 2:15         |
| Общая длительность: | Общая длительность:              | 31:03        |

| №                   | Название                                    | Длительность |
| ------------------- | ------------------------------------------- | ------------ |
| 1.                  | «Убегай»                                    | 2:29         |
| 2.                  | «Ты грустишь»                               | 2:58         |
| 3.                  | «Пьяный вокзал» (совм. с Мари Краймбрери)   | 2:36         |
| 4.                  | «Стерва»                                    | 2:26         |
| 5.                  | «Без тебя» (совм. с Кириллом Скрипником)    | 2:49         |
| 6.                  | «Бесконечность»                             | 2:44         |
| 7.                  | «По знакомым улицам» (совм. с Лешей Свиком) | 2:45         |
| 8.                  | «Просто так» (совм. с Andro)                | 2:53         |
| 9.                  | «Депрессаунд»                               | 3:16         |
| Общая длительность: | Общая длительность:                         | 22:56        |

### Синглы
| Год  | Название                                                      | Высшая позиция в чартах         | Высшая позиция в чартах | Высшая позиция в чартах | Высшая позиция в чартах | Альбом                  |
| Год  | Название                                                      | СНГ                             | СНГ                     | СНГ                     | СНГ                     | Альбом                  |
| Год  | Название                                                      | TopHit Top Radio & YouTube Hits | TopHit Top Radio Hits   | TopHit Top YouTube Hits | IVI Music Videos Top 50 | Альбом                  |
| ---- | ------------------------------------------------------------- | ------------------------------- | ----------------------- | ----------------------- | ----------------------- | ----------------------- |
| 2016 | «Май»                                                         | 147                             | 180                     | 23                      | —                       | без альбома             |
| 2016 | «Если…» (при участии Ольги Бузовой)                           | —                               | —                       | —                       | —                       | без альбома             |
| 2016 | «Не отпускай»                                                 | 163                             | 256                     | 31                      | —                       | без альбома             |
| 2016 | «Тише»                                                        | —                               | —                       | —                       | —                       | без альбома             |
| 2016 | «Тише» (Acoustic)                                             | —                               | —                       | —                       | —                       | без альбома             |
| 2016 | «Тише» (Remix)                                                | —                               | —                       | —                       | —                       | без альбома             |
| 2017 | «Я устала»                                                    | 181                             | 284                     | 53                      | 8                       | без альбома             |
| 2017 | «Теряю себя» (при участии DJ Daveed)                          | —                               | —                       | —                       | —                       | Дневник памяти          |
| 2017 | «Нету времени»                                                | 281                             | —                       | 35                      | —                       | без альбома             |
| 2017 | «Прости»                                                      | 241                             | —                       | 37                      | —                       | без альбома             |
| 2017 | «Я полюбила»                                                  | —                               | —                       | —                       | —                       | без альбома             |
| 2017 | «Мурашки»                                                     | —                               | —                       | —                       | —                       | без альбома             |
| 2018 | «Воспоминание»                                                | —                               | —                       | —                       | —                       | без альбома             |
| 2018 | «Забери меня»                                                 | —                               | 880                     | —                       | —                       | без альбома             |
| 2018 | «Тик-так»                                                     | —                               | —                       | —                       | —                       | Орёл и решка (OST)      |
| 2018 | «Не обламывай»                                                | —                               | —                       | —                       | —                       | без альбома             |
| 2018 | «Стала сильнее»                                               | —                               | —                       | —                       | —                       | Пацанки-3 (OST)         |
| 2018 | «Крутишь»                                                     | 905                             | 624                     | —                       | —                       | без альбома             |
| 2018 | «Ненавижу-обожаю»                                             | —                               | —                       | —                       | —                       | без альбома             |
| 2019 | «Одинокий человек»                                            | —                               | —                       | —                       | —                       | без альбома             |
| 2019 | «Девочка-пай» (при участии Тимати)                            | —                               | —                       | —                       | —                       | Неизданное              |
| 2019 | «Фак-Ю» (при уч. Люси Чеботиной)                              | —                               | —                       | —                       | —                       | без альбома             |
| 2019 | «Грехи» (при участии Егора Крида)                             | —                               | —                       | —                       | —                       | без альбома             |
| 2019 | «Влюблена в МДК»                                              | —                               | —                       | —                       | —                       | Неприлично о личном     |
| 2019 | «Зая»                                                         | —                               | —                       | —                       | —                       | Неприлично о личном     |
| 2019 | «Заново»                                                      | —                               | —                       | —                       | —                       | Пацанки (OST)           |
| 2019 | «Ноги делают ноги»                                            | —                               | —                       | —                       | —                       | Неприлично о личном     |
| 2019 | «Половина»                                                    | —                               | —                       | —                       | —                       | Неприлично о личном     |
| 2019 | «Мне пох» (совместно с Моргенштерном)                         | —                               | —                       | —                       | —                       | Неприлично о личном     |
| 2019 | «Hookah Hunnies» (совместно с Bianca Bonnie & Brooke Lynne)   | —                               | —                       | —                       | —                       | без альбома             |
| 2019 | «Мне пох» (DJ noiz Remix)                                     | —                               | —                       | —                       | —                       | без альбома             |
| 2020 | «Покинула чат»                                                | —                               | —                       | —                       | —                       | без альбома             |
| 2020 | «Бабы»                                                        | —                               | —                       | —                       | —                       | без альбома             |
| 2020 | «Краш» (совместно с Niletto)                                  | 1                               | 33                      | 1                       | —                       | без альбома             |
| 2020 | «Химия»                                                       | —                               | —                       | —                       | —                       | без альбома             |
| 2020 | «Сошла с ума»                                                 | —                               | —                       | —                       | —                       | 200 по встречной        |
| 2020 | «Костёр» (совместно с Hensy)                                  | —                               | —                       | —                       | —                       | без альбома             |
| 2020 | «Пьяную домой»                                                | —                               | —                       | —                       | —                       | без альбома             |
| 2021 | «Сладкие мальчики»                                            | —                               | —                       | —                       | —                       | без альбома             |
| 2021 | «Нокаут» (совместно с Руки Вверх)                             | —                               | —                       | —                       | —                       | без альбома             |
| 2021 | «Подушка»                                                     | —                               | —                       | —                       | —                       | без альбома             |
| 2021 | «Точка»                                                       | —                               | —                       | —                       | —                       | без альбома             |
| 2021 | «Ла Ла Ла»                                                    | —                               | —                       | —                       | —                       | без альбома             |
| 2021 | «Держи» (совместно с Димой Биланом)                           | —                               | —                       | —                       | —                       | 13 друзей Билана        |
| 2021 | «Катастрофа»                                                  | —                               | —                       | —                       | —                       | без альбома             |
| 2021 | «Хочешь» (совместно с Артуром Пирожковым)                     | —                               | —                       | —                       | —                       | без альбома             |
| 2022 | «Я тебя найду»                                                | —                               | —                       | —                       | —                       | Мальчик — дельфин (OST) |
| 2022 | «Мама»                                                        | —                               | —                       | —                       | —                       | Мальчик — дельфин (OST) |
| 2022 | «Думал» (совместно с Soda Luv)                                | —                               | —                       | —                       | —                       | без альбома             |
| 2022 | «Бумеранг»                                                    | —                               | —                       | —                       | —                       | без альбома             |
| 2022 | «Шкура» (совместно с Мари Краймбрери)                         | —                               | —                       | —                       | —                       | без альбома             |
| 2022 | «Плачешь»                                                     | —                               | —                       | —                       | —                       | без альбома             |
| 2022 | «Не со мной»                                                  | —                               | —                       | —                       | —                       | без альбома             |
| 2022 | «Розовая луна» (совместно со Sqwoz Bab и Эльдаром Джараховым) | —                               | —                       | —                       | —                       | 2 Boyz No Cap           |
| 2023 | «Замуж»                                                       | —                               | —                       | —                       | —                       | без альбома             |
| 2023 | «Однажды» (совместно с Temnee)                                | —                               | —                       | —                       | —                       | без альбома             |
| 2023 | «Пятница» (совместно с DJ Smash)                              | —                               | —                       | —                       | —                       | без альбома             |
| 2023 | «Сорвалась»                                                   | —                               | —                       | —                       | —                       | без альбома             |
| 2023 | «(не) Бесишь»                                                 | —                               | —                       | —                       | —                       | без альбома             |
| 2023 | «Кабы не было тебя» (совместно с Feduk)                       | —                               | —                       | —                       | —                       | без альбома             |
| 2023 | «Не пишите бывшим»                                            | —                               | —                       | —                       | —                       | без альбома             |
| 2024 | «Ну, мёд»                                                     | —                               | —                       | —                       | —                       | без альбома             |
| 2024 | «Без мозгов» (совместно с Temnee)                             | —                               | —                       | —                       | —                       | без альбома             |
| 2024 | «Нет проблем»                                                 | —                               | —                       | —                       | —                       | без альбома             |
| 2024 | «Лето»                                                        | —                               | —                       | —                       | —                       | без альбома             |
| 2024 | «I don’t care» (совместно с nkeeei)                           | —                               | —                       | —                       | —                       | без альбома             |
| 2024 | «По знакомым улицам» (совместно с Лешей Свиком)               | —                               | —                       | —                       | —                       | Депрессаунд             |
| 2024 | «Убегай»                                                      | —                               | —                       | —                       | —                       | Депрессаунд             |
| 2025 | «Самолёт»                                                     | —                               | —                       | —                       | —                       | без альбома             |
| 2025 | «Май (Remix)» (совместно с PHURS & Harddope)                  | —                               | —                       | —                       | —                       | без альбома             |
| 2025 | «До весны»                                                    | —                               | —                       | —                       | —                       | без альбома             |
| 2025 | «Ещё люблю»                                                   | —                               | —                       | —                       | —                       | Трибьют А’Studio        |

## Видеоклипы
| Год                           | Клип                                               | Режиссёр                          | Альбом                               |
| ----------------------------- | -------------------------------------------------- | --------------------------------- | ------------------------------------ |
| 2016                          | «Май»                                              | Катя Як                           | без альбома                          |
| 2016                          | «Если…» (при уч. Ольги Бузовой)                    | Виктор Абрамов                    | без альбома                          |
| 2016                          | «Не отпускай»                                      | Катя Як                           | без альбома                          |
| 2017                          | «Я устала»                                         | Катя Телегина                     | без альбома                          |
| 2017                          | «Нету времени»                                     | Клава Кока                        | без альбома                          |
| 2017                          | «Прости»                                           | Клава Кока                        | без альбома                          |
| 2017                          | «Мурашки»                                          | Клава Кока                        | без альбома                          |
| 2018                          | «Воспоминание»                                     | Мария Скобелева, Клава Кока       | без альбома                          |
| 2018                          | «Забери меня»                                      | Клава Кока                        | без альбома                          |
| 2018                          | «Тик-Так» (Lyric Video)                            | (OST Орёл и Решка)                | без альбома                          |
| 2018                          | «Не обламывай» (Mood Video)                        | нет данных                        | без альбома                          |
| 2018                          | «Крутишь»                                          | Клава Кока, Алтана Коженбаева     | без альбома                          |
| 2018                          | «Ненавижу-обожаю»                                  | Джулия Сотникова, Роман Ткач      | без альбома                          |
| 2019                          | «Грехи» (при уч. Егора Крида)                      | Александр Романов                 | без альбома                          |
| 2019                          | «Влюблена в МДК»                                   | Клава Кока                        | Неприлично о личном                  |
| 2019                          | «Зая»                                              | Алина Герман                      | Неприлично о личном                  |
| 2019                          | «Половина»                                         | Карина Галдина                    | Неприлично о личном                  |
| 2019                          | «Мне пох» (при уч. Моргенштерна)                   | Алексей Хруслов                   | Неприлично о личном                  |
| 2020                          | «Покинула чат»                                     | Тарас Голубков                    | без альбома                          |
| 2020                          | «Краш» (при уч. NILETTO)                           | Дмитрий Климов                    | без альбома                          |
| 2020                          | «Химия»                                            | нет данных                        | без альбома                          |
| 2020                          | «Сошла с ума»                                      | Александр Романов                 | Трибьют t.A.T.u.: «200 по встречной» |
| 2020                          | «Костёр» (при уч. HENSY)                           | Дмитрий Климов                    | без альбома                          |
| 2021                          | «Пьяную домой»                                     | Тарас Голубков                    | без альбома                          |
| 2021                          | «Катюша» (OST «Дороги Памяти»)                     | нет данных                        | промо-видео                          |
| 2021                          | «Нокаут» (при уч. Руки Вверх)                      | Тарас Голубков                    | без альбома                          |
| 2021                          | «Точка»                                            | нет данных                        | без альбома                          |
| 2021                          | «Ла Ла Ла»                                         | Тарас Голубков                    | без альбома                          |
| 2022                          | «Хочешь» (при уч. Артура Пирожкова)                | Serghey Grey                      | без альбома                          |
| 2022                          | «Думал» (совместно с Soda Luv) (Mood Video)        | нет данных                        | без альбома                          |
| 2022                          | «Бумеранг»                                         | Маша Жемчужина                    | без альбома                          |
| 2022                          | «Шкура» (совместно с Мари Краймбрери) (Mood Video) | нет данных                        | без альбома                          |
| 2022                          | «Плачешь»                                          | Клава Кока                        | без альбома                          |
| 2022                          | «Не со мной»                                       | Артем Кияшко                      | без альбома                          |
| 2023                          | «Замуж»                                            | Макс Ирман                        | без альбома                          |
| 2023                          | «Пятница» (совместно с DJ Smash)                   | нет данных                        | без альбома                          |
| 2023                          | «(не) Бесишь»                                      | нет данных                        | без альбома                          |
| 2023                          | «Кабы не было тебя» (совместно с Feduk)            | нет данных                        | без альбома                          |
| 2024                          | «Ну, мёд» (Lyric Video)                            | Роман Ткач                        | без альбома                          |
| 2024                          | «Нет проблем»                                      | Тимур Скрипник                    | без альбома                          |
| 2024                          | «Лето» (Mood Video)                                | нет данных                        | без альбома                          |
| 2025                          | «До весны» (Mood video)                            | Клава Кока, Дмитрий Климов        | без альбома                          |
| 2025                          | «Ещё люблю»                                        | Ярослава Попова                   | Трибьют А’Studio                     |
| 2025                          | «Просто так» (Совместно с Andro)                   | Жигалов Артём                     | Депрессаунд                          |
| Участие у других исполнителей |                                                    |                                   |                                      |
| 2018                          | «Гучи» (клип Тимати и Егора Крида)                 | Павел Худяков, Заур Засеев        | без альбома                          |
| 2020                          | «Химия» (клип Димы Билана)                         | Элиза Мартиросян, Евгений Беликов | Перезагрузка                         |
| 2020                          | «Deep Love» (клип Slame и Cherocky)                | нет данных                        | без альбома                          |
| 2020                          | «Dreams» (клип Димы Билана)                        | Дмитрий Климов                    | без альбома                          |

## Фильмография
| Год  |    | Название                   | Роль         |
| ---- | -- | -------------------------- | ------------ |
| 2021 | мф | 100% волк                  | Харриет      |
| 2022 | мф | LOL Surprise! Фильм        | Квин Би      |
| 2022 | ф  | СамоИрония судьбы          | Лена Крылова |
| 2023 | с  | СашаТаня                   | камео        |
| 2023 | ф  | Иван Васильевич меняет всё | Барби        |
| 2024 | ф  | Звёзды в Сибири            | камео        |

## Награды и номинации
| Год  | Премия                                        | Номинация                             | Результат | Ист.                 |
| ---- | --------------------------------------------- | ------------------------------------- | --------- | -------------------- |
| 2019 | Национальная телевизионная премия «Дай пять!» | Любимая певица                        | Победа    | [ 84 ]               |
| 2019 | Nickelodeon Kids’ Choice Awards               | Любимый российский музыкальный блогер | Номинация | [ 6 ] [ 85 ]         |
| 2020 | MTV Europe Music Awards                       | Лучший российский исполнитель         | Номинация | [ 86 ]               |
| 2020 | Российская национальная музыкальная премия    | Лучшая поп-исполнительница            | Номинация | [ 87 ]               |
| 2020 | Российская национальная музыкальная премия    | Танцевальный хит года                 | Номинация | [ 87 ]               |
| 2021 | Премия МУЗ-ТВ                                 | Лучшая исполнительница                | Номинация | [ 88 ] [ 89 ] [ 90 ] |
| 2021 | Премия МУЗ-ТВ                                 | Лучшее женское видео                  | Номинация | [ 2 ] [ 88 ] [ 89 ]  |
| 2021 | Премия МУЗ-ТВ                                 | Лучшая коллаборация                   | Победа    | [ 2 ] [ 88 ] [ 89 ]  |
| 2021 | Премия RU.TV                                  | Звезда танцпола                       | Номинация | [ 91 ]               |
| 2021 | Жара Music Awards                             | Певица года                           | Номинация | [ 92 ]               |
| 2021 | Жара Music Awards                             | Коллаборация года                     | Номинация | [ 92 ]               |
| 2021 | Жара Music Awards                             | Интернет-хит                          | Номинация | [ 92 ]               |
| 2021 | Российская национальная музыкальная премия    | Танцевальный хит года                 | Номинация | [ 93 ]               |
| 2021 | Песня года                                    | Лауреат                               | Победа    | [ 94 ] [ 95 ]        |
| 2021 | Top Hit Music Awards                          | Лучшая исполнительница YouTube Russia | Победа    | [ 96 ] [ 97 ]        |
| 2021 | Top Hit Music Awards                          | Лучший видеоклип                      | Победа    | [ 96 ] [ 97 ]        |
| 2021 | Top Hit Music Awards                          | Радиовзлёт года                       | Победа    | [ 98 ]               |
| 2021 | Topical style awards                          | Самая стильная певица                 | Победа    | [ 99 ]               |
| 2022 | Премия RU.TV                                  | Лучший дуэт                           | Номинация | [ 100 ] [ 101 ]      |
| 2022 | Премия RU.TV                                  | Лучший видеоклип                      | Номинация | [ 100 ] [ 101 ]      |
| 2022 | Премия RU.TV                                  | Фан или профан                        | Номинация | [ 100 ] [ 101 ]      |
| 2022 | Жара Music Awards                             | Связь поколений                       | Победа    | [ 102 ]              |
| 2022 | Жара Music Awards                             | Видео года                            | Номинация | [ 103 ]              |
| 2022 | Жара Music Awards                             | Коллаборация года                     | Номинация | [ 103 ]              |
| 2022 | Жара Music Awards                             | Певица года                           | Номинация | [ 103 ]              |
| 2022 | Новое Радио Awards                            | Лучшее видео                          | Победа    | [ 104 ]              |
| 2022 | Love Радио Awards                             | Лучшая российская певица              | Победа    | [ 105 ]              |
| 2023 | Премия RU.TV                                  | Звезда нового поколения               | Победа    | [ 106 ]              |
| 2023 | Жара Music Awards                             | Женское видео                         | Номинация | [ 107 ]              |
| 2023 | Жара Music Awards                             | Трендсеттер года                      | Номинация | [ 107 ]              |
| 2023 | Жара Music Awards                             | Шоу года                              | Номинация | [ 107 ]              |
| 2023 | Жара Music Awards                             | Фан-клуб года                         | Номинация | [ 107 ]              |
| 2023 | Жара Music Awards                             | Саундтрек года                        | Номинация | [ 107 ]              |
| 2023 | Жара Music Awards                             | Коллаборация года                     | Номинация | [ 107 ]              |
| 2023 | Жара Music Awards                             | Певица года                           | Номинация | [ 107 ]              |
| 2023 | Жара Music Awards                             | Digital артист                        | Победа    | [ 108 ]              |
| 2023 | Новое Радио Awards                            | Лучшая артистка                       | Номинация | [ 109 ]              |
| 2023 | Love Радио Awards                             | Российская звезда соцсетей            | Победа    | [ 110 ]              |
| 2024 | Премия Муз-ТВ                                 | Лучшее танцевальное видео             | Номинация | [ 111 ]              |
| 2024 | Премия Муз-ТВ                                 | Лучшая исполнительница                | Номинация | [ 111 ]              |
| 2024 | Премия Муз-ТВ                                 | Лучший в сети                         | Победа    | [ 112 ] [ 113 ]      |
| 2024 | Премия RU.TV                                  | Лучшая коллаборация                   | Номинация | [ 114 ]              |
| 2024 | Премия RU.TV                                  | Лучший видеоклип                      | Номинация | [ 114 ]              |
| 2024 | Премия RU.TV                                  | Лучшая певица                         | Номинация | [ 114 ]              |
| 2024 | Жара Music Awards                             | Певица года                           | Номинация | [ 115 ]              |
| 2024 | Жара Music Awards                             | Коллаборация года                     | Номинация | [ 115 ]              |
| 2024 | Жара Music Awards                             | Видео года                            | Номинация | [ 116 ]              |
| 2024 | Жара Music Awards                             | Фан-клуб года                         | Победа    | [ 117 ]              |
| 2025 | Премия Муз-ТВ                                 | Лучшее танцевальное видео             | Номинация | [ 118 ]              |
| 2025 | Премия Муз-ТВ                                 | Лучший в сети                         | Номинация | [ 118 ]              |
| 2025 | Премия Муз-ТВ                                 | Лучшая исполнительница                | Номинация | [ 118 ]              |
| 2025 | Жара Music Awards                             | Певица года                           | Номинация | [ 119 ]              |
| 2025 | Жара Music Awards                             | Digital артист года                   | Номинация | [ 119 ]              |
| 2025 | Жара Music Awards                             | Коллаборация года                     | Номинация | [ 119 ]              |
| 2025 | Жара Music Awards                             | Альбом года                           | Номинация | [ 119 ]              |
| 2025 | Жара Music Awards                             | Вне времени                           | Победа    | [ 120 ] [ 121 ]      |
| 2025 | Премия RU.TV                                  | Лучшая коллаборация                   | Номинация | [ 122 ]              |
| 2025 | Премия RU.TV                                  | Лучшая исполнительница                | Победа    | [ 123 ] [ 124 ]      |